# Strada nazionale 70
La strada nazionale 70 era una strada nazionale del Regno d'Italia, che congiungeva Roma a Pescara, ricalcando il percorso dell'antica Via Tiburtina Valeria.
Venne istituita nel 1923 con il percorso "Roma - Tivoli - Avezzano - Castelvecchio Subequo - Bivio per Molina Aterno - Popoli - Pescara con diramazione da Avezzano per Sora alla Casilina (n. 74) presso Arce".
Nel 1928, in seguito all'istituzione dell'Azienda Autonoma Statale della Strada (AASS) e alla contemporanea ridefinizione della rete stradale nazionale, il suo tracciato costituì l'intera strada statale 5 Via Tiburtina, mentre la diramazione divenne la parte iniziale della strada statale 82 della Valle del Liri.